# Копчиковое нервное сплетение
Копчиковое сплетение (лат. plexus coccygeus) — нервное сплетение. Образуется передними ветвями 5-го (иногда и 4-го) крестцового и копчиковых нервов. Располагается на передней поверхности сухожильной части копчиковой мышцы и крестцово-остистой связки. Оно связано с половым нервом и с концевым отделом симпатического ствола. От копчикового сплетения отходят:
1. Копчиковый нерв
2. Заднепроходно-копчиковые нервы
3. Соединительная ветвь с непарным узлом симпатического ствола